# Pita Taufatofua
Pita Taufatofua (5 de noviembre de 1983) es un practicante de taekwondo y esquiador de fondo tongano nacido en Australia.

## Biografía
Taufatofua nació en Australia, pero creció en Tonga. Estudió en Tonga Side School y Tonga High School. Su padre es de Tonga y su madre australiana y británica. Comenzó a practicar taekwondo a los cinco años de edad.
Hoy en día vive en Auckland, Nueva Zelanda, donde entrena seis horas al día.

### Río de Janeiro 2016
En el Torneo de Clasificación Olímpica de Taekwondo de Oceanía 2016 ganó en la semifinal 4-3 antes de ganar en la final contra el luchador número 15 del mundo para calificar para los Juegos Olímpicos de Río de Janeiro 2016. Había intentado previamente calificar para los Juegos Olímpicos en dos ocasiones. Esto lo convirtió en el primer atleta de Tonga en competir en los Juegos Olímpicos de Taekwondo.
Fue abanderado de Tonga en la ceremonia de apertura de los Juegos, realizada el 5 de agosto de 2016. Taufatofua encabezó a la delegación de siete deportistas de Tonga, vistiendo la indumentaria de la danza me'etu'upaki, la más conocida de su país, la cual es ejecutada solo por hombres, con abundante cantidad de aceite en el torso, proporcionando un brillo satinado muy notable. En el pasado, la me'etu'upaki solo se realizaba durante eventos de gran importancia nacional.
En una hora, Tonga fue mencionada 40,7 mil veces en diferentes mensajes en Twitter. Esto le causó su fama en las redes sociales, siendo tendencia mundial en Twitter durante la ceremonia de apertura.

### Pyeongchang 2018
En diciembre de 2016, publicó un video anunciando sus planes para entrenar y competir en esquí de fondo. En enero de 2018, el Wall Street Journal informó que estaba a una carrera para clasificarse a los Juegos Olímpicos de Invierno 2018 en Pyeongchang, Corea del Sur, habiendo completado la mayoría de los requisitos de calificación en carreras de esquí y solo necesitando hacer una última competición. Logró clasificarse para los Juegos el 20 de enero en Islandia, en el último día del período de calificación. Fue el segundo tongano en competir en los Juegos Olímpicos de Invierno, después de Bruno Banani, quien participó en Sochi 2014 en luge (modalidad de descenso en trineo).
Como el único representante de Tonga en los Juegos Olímpicos de Invierno de 2018, Taufatofua fue de nuevo el abanderado de su país en la ceremonia de apertura. A pesar de que las temperaturas estaban por debajo de los cero grados celsius, nuevamente no llevó nada más que la indumentaria tradicional envuelta alrededor de su cintura, mostrando su pecho y torso con aceite.
El viernes 16 de febrero de 2018, completó la carrera de estilo libre 15 kilómetros, quedando en el puesto 114 entre 119 esquiadores. Según sus declaraciones, su principal objetivo era «no chocar con un árbol» durante la competición.